# 괴짜
괴짜 또는 프리크(freak)는 특별한 의학적 상태나 신체 개조로 인해 신체적으로 변형된 사람이다. 이 정의는 1880년대에 "자연의 괴짜"(freak of nature)라는 문구의 짧은 형태로 이 의미로 처음 입증되었으며, 그 자체는 "자연의 기발함 또는 변덕"을 의미하는 더 넓은 용어로 적어도 1847년까지 거슬러 올라간다. 20세기에는 그 의미가 완전히 부정적으로 바뀌었다. 그러므로 문자 그대로 "비정상적으로 발달한 개인"을 의미하는 괴짜는 오늘날 순전히 경멸적인 의미로 간주된다. 그러나 이 용어는 최근에는 열정적이거나 강박적인 사람을 지칭하기 위해 장난스럽게 사용되기도 한다.

## 같이 보기
- 장애인 차별
- 일탈
- 사회적 거절
- 기형학